# Notizzettel

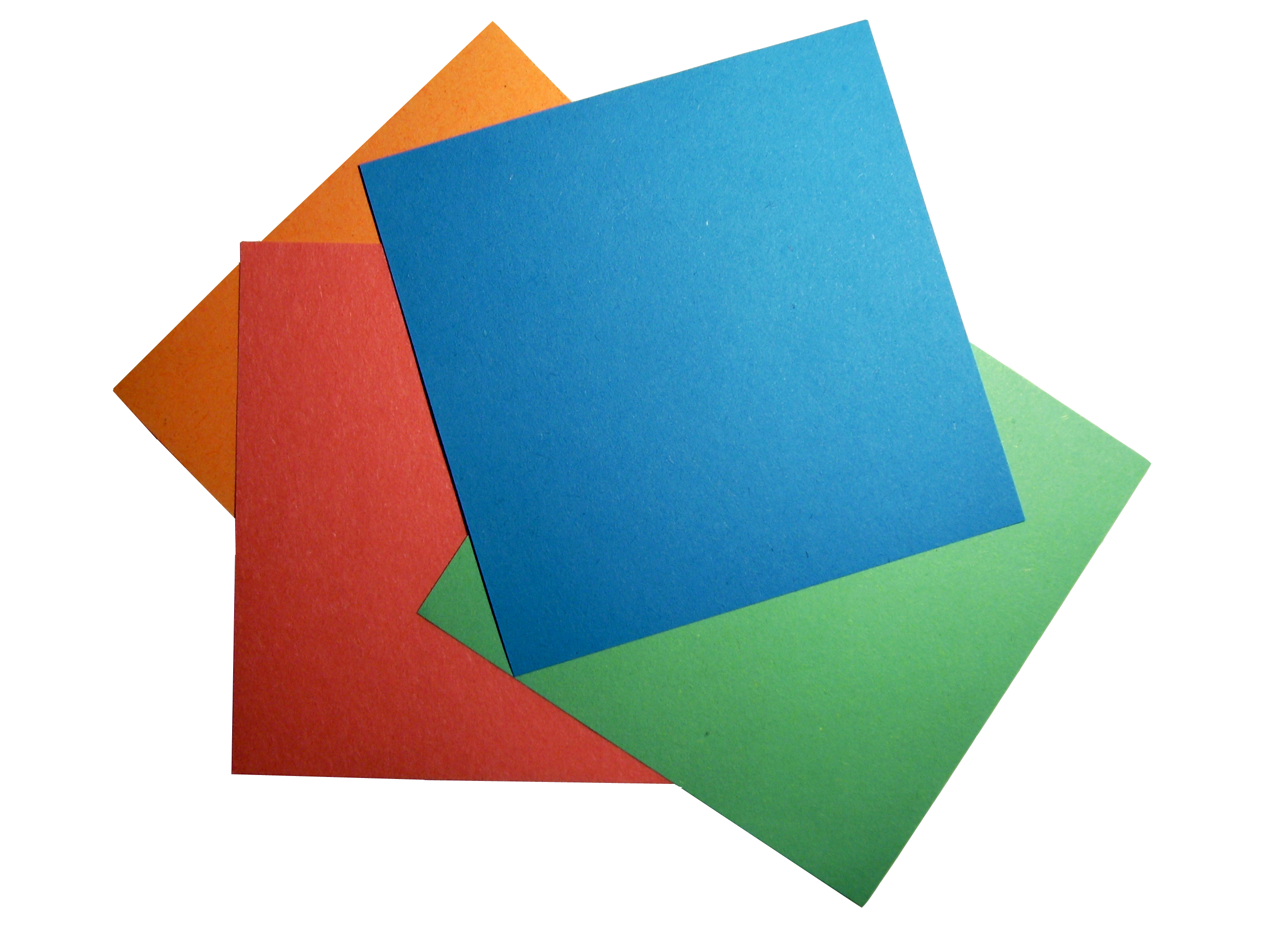
Handelsübliche Notizzettel

Notizzettel mit Lederkasten DDR um 1975

Ein Notizzettel ist ein einfaches Medium zum schriftlichen Speichern kurzer Informationen.
Ein Notizzettel besteht in der Regel aus einem auf handliche Größe zurechtgeschnittenen Stück beschreibbarem Papier.
Neben der herkömmlichen industriell angebotenen Form in Gestalt von Notizblock oder Notizbuch besteht ein vielfältiges und wachsendes Angebot an vorgefertigten Notizzetteln (auch Memos genannt) für Büro und Haushalt in vielfältigen Formen und Farben. Man trifft sie in Würfelform, im Plastikkasten etc. Wegen seiner visuellen Präsenz wird der Notizzettel häufig kommerziell als phantasievoll gestalteter Werbeträger genutzt. Vorgefertigte Notizzettel haben gewöhnlicherweise das Format 8,25 cm × 8,25 cm.

## Geschichte
Notizzettel waren neben Wachs- und Schiefertafeln sowie Holzstöcken bereits in der Zeit der Hanse gebräuchlich. Ihre Flexibilität machte sie dem vergleichsweise sperrigen gebundenen Buch in mancher Hinsicht überlegen. Eine Grenze war erreicht, als die Quantität der Zettel überhandnahm.
In vielen Büros wurde das Aufkommen der Zettel auf eine senkrechte Nadel gespießt und somit gleichsam sortiert.
Mit dem Aufkommen der elektronischen Datenverarbeitung wurden die meisten Buchungsvorgänge automatisiert und digitalisiert. Die damit verbundene Prophezeiung des „papierlosen Büros“ hat sich jedoch nicht erfüllt. Im Gegenteil wird mehr Papier verbraucht. 
Bestimmte Berufsgruppen und Sammlergruppen kamen oder kommen ohne Notizzettel oder Karteikarten für Recherchen nicht aus, zum Beispiel Archivare und Schriftsteller (siehe auch Zettelkasten).
Seit Ende der 1970er Jahre werden Klebezettel (oft post-it genannt) für viele Zwecke (auch als Lesezeichen in Büchern) verwendet. 
Es gibt auch elektronische Notizzettelprogramme für den Computer.